# Vertigo Tour
Il Vertigo Tour fu il quattordicesimo tour musicale degli U2, a supporto del loro undicesimo album in studio, How to Dismantle an Atomic Bomb.
Dal tour furono tratti 3 DVD: il Vertigo 2005: Live from Chicago, il Vertigo 05: Live from Milan e il film U2 3D.
Con circa 4.6 milioni di spettatori e più di 389 milioni di dollari di guadagno, il tour risultò essere all'epoca il secondo più redditizio di sempre.

## Tappe
Il tour ebbe inizio a San Diego (Stati Uniti) il 28 marzo 2005.
La prima leg ha attraversato 28 arene indoor e si è conclusa a Boston. La seconda leg si è invece svolta negli stadi d'Europa ed ha avuto inizio il 10 giugno 2005 da Bruxelles per terminare poi a Lisbona il 14 agosto. Gli U2 hanno suonato in città come Amsterdam, Milano, Madrid, Londra e, naturalmente, Dublino. Nella terza leg la band è tornata nel Nord America partendo, il 12 settembre, da Toronto, per finire il 19 dicembre a Portland. La quarta leg ha invece toccato il Sud America, dove gli U2 non suonavano dai tempi del PopMart Tour. La quinta leg ha invece fatto tappa in Australia e Nuova Zelanda. La sesta leg ha avuto luogo in Giappone e per finire, la settima leg si è sviluppata nuovamente negli Stati Uniti, ad Honolulu.

## Successo commerciale
Nelle 110 date del 2005 il tour ha fruttato all'incirca $260 milioni, di cui quasi 139 solo negli Stati Uniti.
In totale il tour conta 131 concerti sold out con 4.619.021 biglietti venduti ed un incasso stimato di 389 milioni di dollari.
Da rilevare inoltre come agenzie e provider di Internet siano collassate un po' ovunque a causa della mole di richieste per i biglietti.
È stato segnato anche un record di vendite (ticket "bruciati" in due ore per la data di Parigi) e date duplicate (per esempio Milano) o addirittura triplicate (per esempio Amsterdam) per venire incontro all'incredibile domanda di biglietti.
La band, inoltre, si aggiudicò il Boxscore dell'anno grazie alla tripla data al Croke Park di Dublino, 24, 25 e 27 giugno 2005, avendo radunato circa 247.000 spettatori ed avendo guadagnato oltre $21 milioni.

## Scaletta

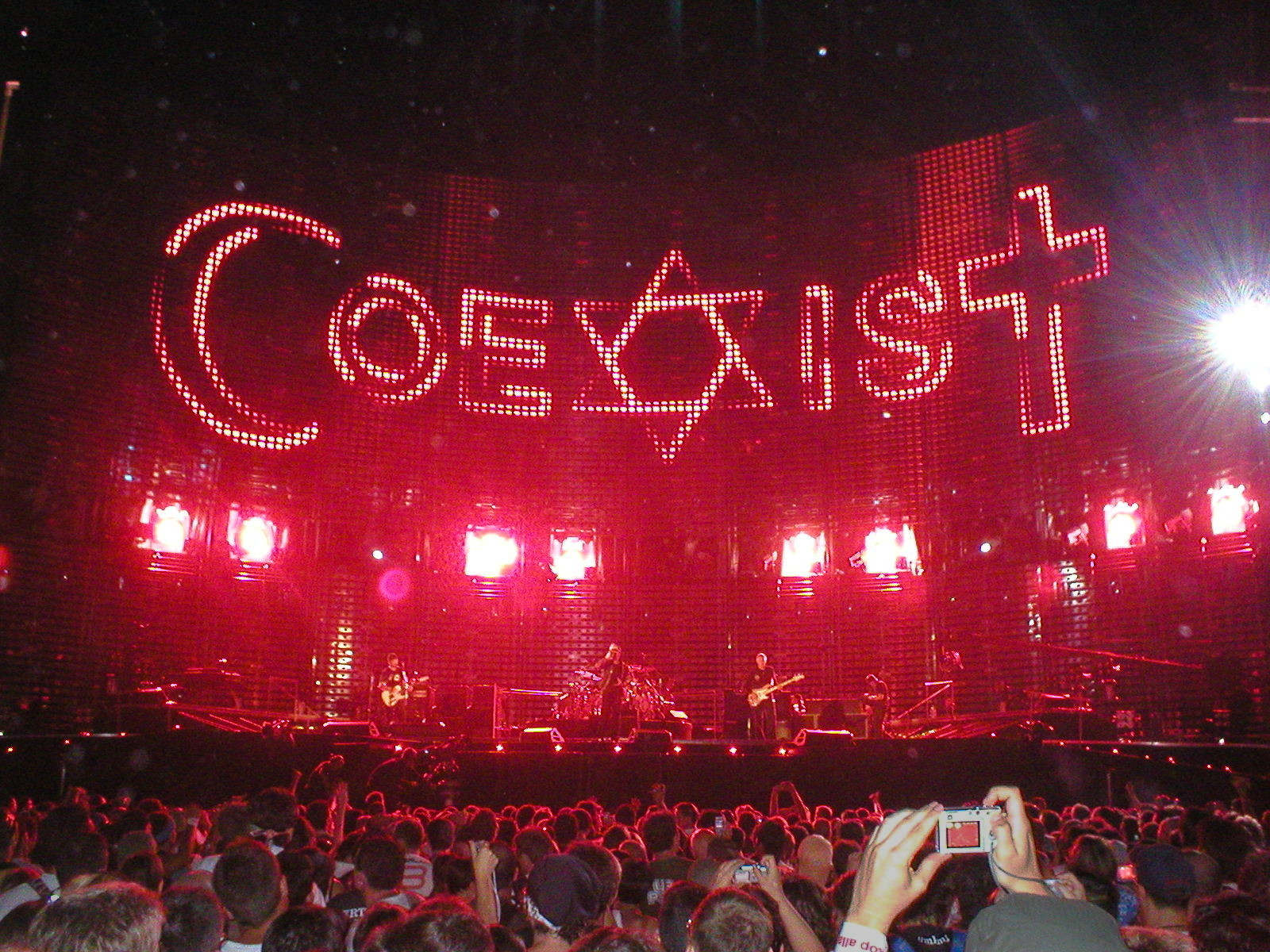
La scritta Coexist che appariva sullo schermo durante Love and Peace of Else.

Durante il tour, vennero proposte scalette estremamente differenti l'una dall'altra, spesso di serata in serata (soprattutto nelle città con almeno due concerti). Ciò si verificò ancora di più tra una tappa e l'altra del tour (in totale furono cinque). È bene dunque differenziare le scalette suonate nelle varie tappe del tour.

### Prima Tappa - Nord America
Nei concerti della prima leg del tour, svoltasi interamente nelle arene, l'apertura era affidata il più delle volte a City of Blinding Lights, Vertigo e Elevation, anche se per nove soli concerti la prima venne sostituita da Love And Peace Or Else, solitamente eseguita a metà show. Si proseguiva poi con un paio di assolute rarità, entrambi canzoni provenienti dall' album di debutto della band: The Electric Co. e An Cat Dubh/Into The Heart, anche se a volte erano escluse a favore di Gloria e The Ocean (quest'ultima alle sue prime esibizioni dopo 29 anni). Dopo Beautiful Day e New Year's Day, si andava avanti con Miracle Drug e Sometimes You Can't Make It on Your Own, la quale venne dedicata da Bono al padre defunto in ogni show. A questo punto si apriva la parte politicizzata del concerto, forte di un trio che rimase pressoché intatto per tutto il tour, composto da Love And Peace Or Else, Sunday Bloody Sunday e Bullet the Blue Sky. Da qui in poi, la band proponeva i più grandi classici della sua carriera, come Pride (In the Name of Love), Where the Streets Have No Name e One. Gli encores erano solitamente aperti da tre canzoni provenienti da Achtung Baby, ovvero Zoo Station,  The Fly e Mysterious Ways. La conclusione del concerto veniva affidata a All Because of You, Yahweh (proposta in versione acustica) e 40.
Durante la leg, la band ebbe modo di introdurre occasionalmente altre canzoni, che spesso finirono poi per assicurarsi un posto permanente in scaletta nelle successive tappe. Queste sono Bad, With Or Without You, Until The End Of The World, Who's Gonna Ride Your Wild Horses e Original Of The Species.

### Seconda Tappa - Europa
Con l'arrivo in Europa, la band modificò ma non stravolse la scaletta: le modifiche più importanti vennero apportate alla prima metà dello show, nel quale l'opener ora era Vertigo, in quanto City Of Blinding Lights venne spostata prima di Miracle Drug; l'introduzione di I Will Follow come seconda traccia, che da questo momento in poi divenne presente nella maggior parte delle successive scalette del tour; la presenza costante di I Still Haven't Found What I'm Looking For; Miss Sarajevo, la quale venne eseguita ad ogni successivo show del tour. Particolarità di questa leg fu che Vertigo veniva suonata due volte durante il concerto: la prima volta come apertura, la seconda come chiusura.

### Terza Tappa - Nord America
Fu con l'avvento della terza tappa che gli U2 iniziarono a modificare molto pesantemente la scaletta di serata in serata. A colpire in particolare è il fatto che la band eseguì canzoni estremamente rare o addirittura mai proposte dal vivo. Il caso più eclatante è rappresentato da The First Time, ottava traccia di Zooropa, al suo debutto live dopo 12 anni dal suo rilascio. Essa venne utilizzata per aprire gli encores, composti solitamente, oltre che alla traccia di Zooropa, anche da Until The End Of The World, Walk On, Stuck In A Moment You Can't Get Out Of, With Or Without You, Crumbs From Your Table e Fast Cars, tutte in rotazione con le canzoni degli encores delle precedenti tappe. Non venne invece modificato sostanzialmente il primo set.

### Quarta e Quinta Tappa - America Latina, Oceania e Asia
Mentre nella quarta tappa, svoltasi in America Latina, la scaletta non subì modifiche notevoli (eccezion rappresentata dalla singolare esecuzione di Love Is Blindness, brano che non veniva eseguito dal 1993), l'ultima leg vide l'introduzione di numerose sorprese: durante il primo set, Angel Of Harlem divenne una presenza costante; negli encores, fecero il loro debutto live la cover The Saints Are Coming e l'inedita Window In The Skies, mentre a chiudere il concerto ci pensò quasi sempre Kite, completamente assente nelle precedenti tappe del tour.

### Canzoni suonate[3]
| Album                           | Canzoni |
| ------------------------------- | --- |
| Boy                             | - The Electric Co. - I Will Follow - The Ocean - An Cat Dubh - Into the Heart - Out of Control |
| October                         | - Gloria |
| War                             | - Sunday Bloody Sunday - New Year's Day - 40 |
| The Unforgettable Fire          | - Pride (In the Name of Love) - Bad - MLK |
| The Joshua Tree                 | - Bullet the Blue Sky - Where the Streets Have No Name - With or Without You - I Still Haven't Found What I'm Looking For - Running to Stand Still - One Tree Hill - Mothers of the Disappeared                    |
| Rattle and Hum                  | - All I Want Is You - Angel of Harlem - Desire |
| Achtung Baby                    | - One - The Fly - Zoo Station - Mysterious Ways - Until the End of the World - Who's Gonna Ride Your Wild Horses - Love Is Blindness                                                                               |
| Zooropa                         | - The First Time |
| Original Soundtracks 1          | - Miss Sarajevo |
| Pop                             | - Discothèque |
| All That You Can't Leave Behind | - Beautiful Day - Elevation - Stuck in a Moment You Can't Get Out Of - Walk On - Kite - In a Little While |
| How to Dismantle an Atomic Bomb | - Vertigo - City of Blinding Lights - Sometimes You Can't Make It on Your Own - Love and Peace or Else - All Because of You - Yahweh - Miracle Drug - Original of the Species - Fast Cars - Crumbs from Your Table |
| Singoli                         | - The Saints Are Coming - Window in the Skies |
| Lati B                          | - Party Girl |
| Cover                           | - Instant Karma! - Norwegian Wood - Love Will Tear Us Apart - Ol' Man River - People Get Ready - Rockin' in the Free World                                                                                         |

## Formazione

### U2
- Bono - voce, chitarra, armonica a bocca
- The Edge - chitarra, cori, pianoforte, basso (40)
- Adam Clayton - basso, tastiera (City of Blinding Lights), chitarra (40)
- Larry Mullen Jr. - batteria, percussioni, sintetizzatore (Yahweh), cori (Elevation, Love and Peace or Else e Miracle Drug)

## Artisti d’apertura
La seguente lista rappresenta il numero correlato agli artisti d'apertura nella tabella delle date del tour.
- Kings of Leon = 1
- The Thrills = 2
- Snow Patrol = 3
- Feeder = 4
- The Bravery = 5
- Idlewild = 6
- Athlete = 7
- Doves = 8
- Ash = 9
- Black Rebel Motorcycle Club = 10
- Interpol = 11
- The Radiators = 12
- Paddy Casey = 13
- Starsailor = 14
- The Killers = 15
- The Magic Numbers = 16
- Kaiser Chiefs = 17
- The Music = 18
- Razorlight = 19
- The Soundtrack of Our Lives = 20
- Keane = 21
- The Zutons = 22
- Franz Ferdinand = 23
- Dashboard Confessional = 24
- Damian Marley = 25
- Institute = 26
- Patti Smith = 27
- Arcade Fire = 28
- Kanye West = 29
- Secret Machines = 30
- Pearl Jam = 31
- Rocco and the Devils = 32

## Date
| Data              | Città             | Stato         | Luogo                      | Artisti d'apertura | Biglietti (venduti / disponibili) | Incasso      |
| Nord America      | Nord America      | Nord America  | Nord America               | Nord America       | Nord America                      | Nord America |
| ----------------- | ----------------- | ------------- | -------------------------- | ------------------ | --------------------------------- | ------------ |
| 28 marzo 2005     | San Diego         | Stati Uniti   | ipay One Center            | 1                  | 29.140 / 29.140                   | $2.909.029   |
| 30 marzo 2005     | San Diego         | Stati Uniti   | ipay One Center            | 1                  | 29.140 / 29.140                   | $2.909.029   |
| 1º aprile 2005    | Anaheim           | Stati Uniti   | Arrowhead Pond             | 1                  | 33.535 / 33.535                   | $3.454.198   |
| 2 aprile 2005     | Anaheim           | Stati Uniti   | Arrowhead Pond             | 1                  | 33.535 / 33.535                   | $3.454.198   |
| 5 aprile 2005     | Los Angeles       | Stati Uniti   | Staples Center             | 1                  | 68.818 / 68.818                   | $7.330.828   |
| 6 aprile 2005     | Los Angeles       | Stati Uniti   | Staples Center             | 1                  | 68.818 / 68.818                   | $7.330.828   |
| 9 aprile 2005     | San Jose          | Stati Uniti   | HP Pavilion                | 1                  | 36.140 / 36.140                   | $3.357.098   |
| 10 aprile 2005    | San Jose          | Stati Uniti   | HP Pavilion                | 1                  | 36.140 / 36.140                   | $3.357.098   |
| 14 aprile 2005    | Glendale          | Stati Uniti   | Glendale Arena             | 1                  | 34.905 / 34.905                   | $3.198.861   |
| 15 aprile 2005    | Glendale          | Stati Uniti   | Glendale Arena             | 1                  | 34.905 / 34.905                   | $3.198.861   |
| 20 aprile 2005    | Denver            | Stati Uniti   | Pepsi Center               | 1                  | 36.714 / 36.714                   | $3.509.741   |
| 21 aprile 2005    | Denver            | Stati Uniti   | Pepsi Center               | 1                  | 36.714 / 36.714                   | $3.509.741   |
| 24 aprile 2005    | Seattle           | Stati Uniti   | KeyArena                   | 1                  | 30.251 / 30.251                   | $3.105.754   |
| 25 aprile 2005    | Seattle           | Stati Uniti   | KeyArena                   | 1                  | 30.251 / 30.251                   | $3.105.754   |
| 28 aprile 2005    | Vancouver         | Canada        | General Motors Place       | 1                  | 37.031 / 37.031                   | $3.020.466   |
| 29 aprile 2005    | Vancouver         | Canada        | General Motors Place       | 1                  | 37.031 / 37.031                   | $3.020.466   |
| 7 maggio 2005     | Chicago           | Stati Uniti   | United Center              | 1                  | 115.988 / 115.988                 | $11.337.262  |
| 9 maggio 2005     | Chicago           | Stati Uniti   | United Center              | 1                  | 115.988 / 115.988                 | $11.337.262  |
| 10 maggio 2005    | Chicago           | Stati Uniti   | United Center              | 1                  | 115.988 / 115.988                 | $11.337.262  |
| 12 maggio 2005    | Chicago           | Stati Uniti   | United Center              | 1                  | 115.988 / 115.988                 | $11.337.262  |
| 14 maggio 2005    | Filadelfia        | Stati Uniti   | Wachovia Center            | 1                  | 79.178 / 79.178                   | $7.540.231   |
| 17 maggio 2005    | East Rutherford   | Stati Uniti   | Continental Airlines Arena | 1                  | 40.347 / 40.347                   | $3.838.066   |
| 18 maggio 2005    | East Rutherford   | Stati Uniti   | Continental Airlines Arena | 1                  | 40.347 / 40.347                   | $3.838.066   |
| 21 maggio 2005    | New York          | Stati Uniti   | Madison Square Garden      | 1                  | 149.004 / 149.004                 | $15.424.923  |
| 22 maggio 2005    | Filadelfia        | Stati Uniti   | Wachovia Center            | 1                  | [ 4 ]                             | [ 4 ]        |
| 24 maggio 2005    | Boston            | Stati Uniti   | Fleet Center               | 1                  | 120.729 / 120.729                 | $11.853.855  |
| 26 maggio 2005    | Boston            | Stati Uniti   | Fleet Center               | 1                  | 120.729 / 120.729                 | $11.853.855  |
| 28 maggio 2005    | Boston            | Stati Uniti   | Fleet Center               | 1                  | 120.729 / 120.729                 | $11.853.855  |
| Europa            |                   |               |                            |                    |                                   |              |
| 10 giugno 2005    | Bruxelles         | Belgio        | Stadio Re Baldovino        | 2, 3               | 60.499 / 60.499                   | $4.864.554   |
| 12 giugno 2005    | Gelsenkirchen     | Germania      | Veltins-Arena              | 2 ; 4              | 59.120 / 59.120                   | $4.203.947   |
| 14 giugno 2005    | Manchester        | Regno Unito   | Etihad Stadium             | 5 ; 6              | 107.671 / 107.671                 | $11.119.740  |
| 15 giugno 2005    | Manchester        | Regno Unito   | Etihad Stadium             | 3 ; 7              | 107.671 / 107.671                 | $11.119.740  |
| 18 giugno 2005    | Londra            | Regno Unito   | Stadio di Twickenham       | 6 ; 8              | 110.796 / 110.796                 | $13.677.410  |
| 19 giugno 2005    | Londra            | Regno Unito   | Stadio di Twickenham       | 7 ; 9              | 110.796 / 110.796                 | $13.677.410  |
| 21 giugno 2005    | Glasgow           | Regno Unito   | Hampden Park               | 10 ; 11            | 53.395 / 53.395                   | $5.819.053   |
| 24 giugno 2005    | Dublino           | Irlanda       | Croke Park                 | 2 ; 12             | 246.743 / 246.743                 | $21.163.695  |
| 25 giugno 2005    | Dublino           | Irlanda       | Croke Park                 | 3 ; 5              | 246.743 / 246.743                 | $21.163.695  |
| 27 giugno 2005    | Dublino           | Irlanda       | Croke Park                 | 9 ; 13             | 246.743 / 246.743                 | $21.163.695  |
| 29 giugno 2005    | Cardiff           | Regno Unito   | Millennium Stadium         | 14 ; 15            | 63.677 / 63.677                   | $6.406.073   |
| 2 luglio 2005     | Vienna            | Austria       | Stadio Ernst Happel        | 2 ; 16             | 55.645 / 55.645                   | $4.200.416   |
| 5 luglio 2005     | Chorzów           | Polonia       | Stadio della Slesia        | 15 ; 16            | 64.711 / 64.711                   | $3.127.416   |
| 7 luglio 2005     | Berlino           | Germania      | Stadio Olimpico            | 3 ; 17             | 70.443 / 70.443                   | $4.725.530   |
| 9 luglio 2005     | Saint-Denis       | Francia       | Stade de France            | 3 ; 14             | 160.349 / 160.349                 | $11.822.645  |
| 10 luglio 2005    | Saint-Denis       | Francia       | Stade de France            | 18                 | 160.349 / 160.349                 | $11.822.645  |
| 13 luglio 2005    | Amsterdam         | Paesi Bassi   | Amsterdam ArenA            | 3 ; 15             | 165.516 / 165.516                 | $13.022.200  |
| 15 luglio 2005    | Amsterdam         | Paesi Bassi   | Amsterdam ArenA            | 17 ; 18            | 165.516 / 165.516                 | $13.022.200  |
| 16 luglio 2005    | Amsterdam         | Paesi Bassi   | Amsterdam ArenA            | 7                  | 165.516 / 165.516                 | $13.022.200  |
| 18 luglio 2005    | Zurigo            | Svizzera      | Letzigrund                 | 4 ; 9              | 44.260 / 44.260                   | $3.574.993   |
| 20 luglio 2005    | Milano            | Italia        | Stadio Giuseppe Meazza     | 4 ; 9              | 137.427 / 137.427                 | $7.565.264   |
| 21 luglio 2005    | Milano            | Italia        | Stadio Giuseppe Meazza     | 4 ; 9              | 137.427 / 137.427                 | $7.565.264   |
| 23 luglio 2005    | Roma              | Italia        | Stadio Olimpico            | 4 ; 9              | 67.002 / 67.002                   | $4.010.779   |
| 27 luglio 2005    | Oslo              | Norvegia      | Valle Hovin                | 13 ; 19            | 40.000 / 40.000                   | $3.765.136   |
| 29 luglio 2005    | Göteborg          | Svezia        | Ullevi                     | 19 ; 20            | 58.478 / 58.478                   | $4.081.864   |
| 31 luglio 2005    | Copenaghen        | Danimarca     | Stadio Parken              | 19 ; 20            | 50.000 / 50.000                   | $3.650.294   |
| 3 agosto 2005     | Monaco di Baviera | Germania      | Stadio Olimpico            | 21 ; 22            | 77.435 / 77.435                   | $5.343.379   |
| 5 agosto 2005     | Nizza             | Francia       | Stadio Ehrmann             | 21 ; 22            | 51.900 / 51.900                   | $3.548.702   |
| 7 agosto 2005     | Barcellona        | Spagna        | Camp Nou                   | 17 ; 21            | 81.269 / 81.269                   | $5.130.437   |
| 9 agosto 2005     | San Sebastián     | Spagna        | Stadio municipale          | 17 ; 23            | 43.720 / 43.720                   | $2.936.571   |
| 11 agosto 2005    | Madrid            | Spagna        | Stadio Calderón            | 17 ; 23            | 57.040 / 57.040                   | $3.679.354   |
| 14 agosto 2005    | Lisbona           | Portogallo    | Stadio José Alvalade       | 17 ; 21            | 55.362 / 55.362                   | $4.492.762   |
| Nord America      |                   |               |                            |                    |                                   |              |
| 12 settembre 2005 | Toronto           | Canada        | Air Canada Centre          | 24                 | 82.572 / 82.572                   | $7.624.870   |
| 14 settembre 2005 | Toronto           | Canada        | Air Canada Centre          | 24                 | 82.572 / 82.572                   | $7.624.870   |
| 16 settembre 2005 | Toronto           | Canada        | Air Canada Centre          | 24                 | 82.572 / 82.572                   | $7.624.870   |
| 17 settembre 2005 | Toronto           | Canada        | Air Canada Centre          | 24                 | 82.572 / 82.572                   | $7.624.870   |
| 20 settembre 2005 | Chicago           | Stati Uniti   | United Center              | 24                 | [ 5 ]                             | [ 5 ]        |
| 21 settembre 2005 | Chicago           | Stati Uniti   | United Center              | 24                 | [ 5 ]                             | [ 5 ]        |
| 23 settembre 2005 | Minneapolis       | Stati Uniti   | Target Center              | 24                 | 19.328 / 19.328                   | $1.823.883   |
| 25 settembre 2005 | Milwaukee         | Stati Uniti   | Bradley Center             | 24                 | 19.336 / 19.336                   | $1.782.895   |
| 3 ottobre 2005    | Boston            | Stati Uniti   | TD Banknorth Garden        | 21                 | [ 6 ]                             | [ 6 ]        |
| 4 ottobre 2005    | Boston            | Stati Uniti   | TD Banknorth Garden        | 21                 | [ 6 ]                             | [ 6 ]        |
| 7 ottobre 2005    | New York          | Stati Uniti   | Madison Square Garden      | 21                 | [ 7 ]                             | [ 7 ]        |
| 8 ottobre 2005    | New York          | Stati Uniti   | Madison Square Garden      | 21                 | [ 7 ]                             | [ 7 ]        |
| 10 ottobre 2005   | New York          | Stati Uniti   | Madison Square Garden      | 21                 | [ 7 ]                             | [ 7 ]        |
| 11 ottobre 2005   | New York          | Stati Uniti   | Madison Square Garden      | 21                 | [ 7 ]                             | [ 7 ]        |
| 14 ottobre 2005   | New York          | Stati Uniti   | Madison Square Garden      | 21                 | [ 7 ]                             | [ 7 ]        |
| 16 ottobre 2005   | Filadelfia        | Stati Uniti   | Wachovia Center            | 25                 | [ 4 ]                             | [ 4 ]        |
| 17 ottobre 2005   | Filadelfia        | Stati Uniti   | Wachovia Center            | 25                 | [ 4 ]                             | [ 4 ]        |
| 19 ottobre 2005   | Washington, D.C.  | Stati Uniti   | MCI Center                 | 25                 | 38.181 / 38.181                   | $3.902.569   |
| 20 ottobre 2005   | Washington, D.C.  | Stati Uniti   | MCI Center                 | 25                 | 38.181 / 38.181                   | $3.902.569   |
| 22 ottobre 2005   | Pittsburgh        | Stati Uniti   | Mellon Arena               | 25                 | 16.899 / 16.899                   | $1.636.798   |
| 24 ottobre 2005   | Auburn Hills      | Stati Uniti   | The Palace of Auburn Hills | 26                 | 41.379 / 41.379                   | $3.951.103   |
| 25 ottobre 2005   | Auburn Hills      | Stati Uniti   | The Palace of Auburn Hills | 26                 | 41.379 / 41.379                   | $3.951.103   |
| 28 ottobre 2005   | Houston           | Stati Uniti   | Toyota Center              | 25                 | 17.002 / 17.002                   | $1.652.699   |
| 29 ottobre 2005   | Dallas            | Stati Uniti   | American Airlines Center   | 25                 | 17.988 / 17.988                   | $1.689.471   |
| 1º novembre 2005  | Los Angeles       | Stati Uniti   | Staples Center             | 25                 | [ 8 ]                             | [ 8 ]        |
| 2 novembre 2005   | Los Angeles       | Stati Uniti   | Staples Center             | 25                 | [ 8 ]                             | [ 8 ]        |
| 4 novembre 2005   | Las Vegas         | Stati Uniti   | MGM Grand Garden Arena     | 25                 | 31.863 / 31.863                   | $3.864.843   |
| 5 novembre 2005   | Las Vegas         | Stati Uniti   | MGM Grand Garden Arena     | 25                 | 31.863 / 31.863                   | $3.864.843   |
| 8 novembre 2005   | Oakland           | Stati Uniti   | Oakland Arena              | 25                 | 36.340 / 36.340                   | $3.638.620   |
| 9 novembre 2005   | Oakland           | Stati Uniti   | Oakland Arena              | 25                 | 36.340 / 36.340                   | $3.638.620   |
| 13 novembre 2005  | Miami             | Stati Uniti   | American Airlines Arena    | 26                 | 37.354 / 37.354                   | $3.589.942   |
| 14 novembre 2005  | Miami             | Stati Uniti   | American Airlines Arena    | 26                 | 37.354 / 37.354                   | $3.589.942   |
| 16 novembre 2005  | Tampa             | Stati Uniti   | St. Pete Times Forum       | 26                 | 19.354 / 19.354                   | $1.825.243   |
| 18 novembre 2005  | Atlanta           | Stati Uniti   | Philips Arena              | 26                 | 36.334 / 36.334                   | $3.500.572   |
| 19 novembre 2005  | Atlanta           | Stati Uniti   | Philips Arena              | 26                 | 36.334 / 36.334                   | $3.500.572   |
| 21 novembre 2005  | New York          | Stati Uniti   | Madison Square Garden      | 27                 | [ 7 ]                             | [ 7 ]        |
| 22 novembre 2005  | New York          | Stati Uniti   | Madison Square Garden      | 27                 | [ 7 ]                             | [ 7 ]        |
| 25 novembre 2005  | Ottawa            | Canada        | Corel Centre               | 28                 | 18.647 / 18.647                   | $1.486.710   |
| 26 novembre 2005  | Montréal          | Canada        | Bell Centre                | 28                 | 43.294 / 43.294                   | $3.575.491   |
| 28 novembre 2005  | Montréal          | Canada        | Bell Centre                | 28                 | 43.294 / 43.294                   | $3.575.491   |
| 4 dicembre 2005   | Boston            | Stati Uniti   | TD Banknorth Garden        | 26                 | [ 6 ]                             | [ 6 ]        |
| 5 dicembre 2005   | Boston            | Stati Uniti   | TD Banknorth Garden        | 26                 | [ 6 ]                             | [ 6 ]        |
| 7 dicembre 2005   | Hartford          | Stati Uniti   | Civic Center               | 26                 | 16.165 / 16.165                   | $1.542.471   |
| 9 dicembre 2005   | Buffalo           | Stati Uniti   | HSBC Arena                 | 26                 | 18.826 / 18.826                   | $1.711.094   |
| 10 dicembre 2005  | Cleveland         | Stati Uniti   | Quicken Loans Arena        | 26                 | 19.765 / 19.765                   | $1.791.497   |
| 12 dicembre 2005  | Charlotte         | Stati Uniti   | Charlotte Bobcats Arena    | 26                 | 17.804 / 17.804                   | $1.672.440   |
| 14 dicembre 2005  | Saint Louis       | Stati Uniti   | Savvis Center              | 29                 | 19.923 / 19.923                   | $1.839.020   |
| 15 dicembre 2005  | Omaha             | Stati Uniti   | Qwest Center               | 29                 | 16.134 / 16.134                   | $1.500.834   |
| 17 dicembre 2005  | Salt Lake City    | Stati Uniti   | Delta Center               | 29                 | 18.197 / 18.197                   | $1.709.317   |
| 19 dicembre 2005  | Portland          | Stati Uniti   | Rose Garden                | 29                 | 18.233 / 18.233                   | $1.670.879   |
| 12 febbraio 2006  | Monterrey         | Messico       | Stadio Tecnologico         | 30                 | 50.347 / 50.347                   | $4.504.026   |
| 15 febbraio 2006  | Città del Messico | Messico       | Stadio Azteca              | 30                 | 141.278 / 141.278                 | $10.257.284  |
| 16 febbraio 2006  | Città del Messico | Messico       | Stadio Azteca              | 30                 | 141.278 / 141.278                 | $10.257.284  |
| Sud America       |                   |               |                            |                    |                                   |              |
| 20 febbraio 2006  | San Paolo         | Brasile       | Stadio Morumbi             | 23                 | 149.700 / 149.700                 | $11.682.557  |
| 21 febbraio 2006  | San Paolo         | Brasile       | Stadio Morumbi             | 23                 | 149.700 / 149.700                 | $11.682.557  |
| 26 febbraio 2006  | Santiago del Cile | Cile          | Stadio nazionale del Cile  | 23                 | 77.345 / 77.345                   | $5.000.589   |
| 1º marzo 2006     | Buenos Aires      | Argentina     | Stadio Monumental          | 23                 | 150.424 / 150.424                 | $6.966.821   |
| 2 marzo 2006      | Buenos Aires      | Argentina     | Stadio Monumental          | 23                 | 150.424 / 150.424                 | $6.966.821   |
| Oceania           |                   |               |                            |                    |                                   |              |
| 7 novembre 2006   | Brisbane          | Australia     | Queensland Centre          | 29                 | 53.480 / 53.480                   | $1.253.964   |
| 10 novembre 2006  | Sydney            | Australia     | Telstra Stadium            | 29                 | 206.568 / 206.568                 | $18.538.724  |
| 11 novembre 2006  | Sydney            | Australia     | Telstra Stadium            | 29                 | 206.568 / 206.568                 | $18.538.724  |
| 13 novembre 2006  | Sydney            | Australia     | Telstra Stadium            | 29                 | 206.568 / 206.568                 | $18.538.724  |
| 16 novembre 2006  | Adelaide          | Australia     | AAMI Stadium               | 29                 | 60.000 / 60.000                   | $5.058.962   |
| 18 novembre 2006  | Melbourne         | Australia     | Docklands Stadium          | 29                 | 127.275 / 127.275                 | $11.188.720  |
| 19 novembre 2006  | Melbourne         | Australia     | Docklands Stadium          | 29                 | 127.275 / 127.275                 | $11.188.720  |
| 24 novembre 2006  | Auckland          | Nuova Zelanda | Ericsson Stadium           | 29                 | 84.475 / 84.475                   | $6.216.819   |
| 25 novembre 2006  | Auckland          | Nuova Zelanda | Ericsson Stadium           | 29                 | 84.475 / 84.475                   | $6.216.819   |
| Asia              |                   |               |                            |                    |                                   |              |
| 29 novembre 2006  | Saitama           | Giappone      | Saitama Super Arena        | N.D.               | 57.158 / 57.158                   | $6.096.855   |
| 30 novembre 2006  | Saitama           | Giappone      | Saitama Super Arena        | N.D.               | 57.158 / 57.158                   | $6.096.855   |
| 4 dicembre 2006   | Saitama           | Giappone      | Saitama Super Arena        | N.D.               | 57.158 / 57.158                   | $6.096.855   |
| Nord America      |                   |               |                            |                    |                                   |              |
| 9 dicembre 2006   | Honolulu          | Stati Uniti   | Aloha Stadium              | 30 ; 31            | 45.815 / 45.815                   | $4.486.532   |
| Totale            | Totale            | Totale        | Totale                     | Totale             | 4.619.021 / 4.619.021 (100%)      | $389.047.636 |